# Owen Bevan
Owen Bevan (Winchester, 26 de octubre de 2003) es un futbolista británico que juega en la demarcación de defensa para el AFC Bournemouth de la Premier League.

## Biografía
Tras formarse en las filas inferiores del AFC Bournemouth, finalmente debutó con el primer equipo en la Copa de la Liga antes de hacerlo en la Premier League el 27 de agosto de 2022 en un encuentro contra el Liverpool F. C., sustituyendo a Chris Mepham en el minuto 83 en un encuentro que ganó el Liverpool por 9-0 tras los goles de Harvey Elliott, Trent Alexander-Arnold, Virgil van Dijk, Fábio Carvalho, un doblete de Luis Díaz, otro doblete de Roberto Firmino y un autogol de Chris Mepham. Terminó la temporada cedido en el Yeovil Town F. C. y la siguiente fue prestado al Cheltenham Town F. C.

## Clubes
| Club                           | País       | Año       | Partidos | Goles |
| ------------------------------ | ---------- | --------- | -------- | ----- |
| AFC Bournemouth                | Inglaterra | 2022      | 2        | 0     |
| Truro City F. C. (cedido)      | Inglaterra | 2022      | 19       | 1     |
| Yeovil Town F. C. (cedido)     | Inglaterra | 2022-2023 | 33       | 1     |
| Cheltenham Town F. C. (cedido) | Inglaterra | 2023-2024 | 14       | 0     |
| Hibernian F.C. (cedido)        | Escocia    | 2024      | 0        | 0     |
| AFC Bournemouth                | Inglaterra | 2024-     |          |       |